# بول (مینه‌سوتا)
بول، مینه‌سوتا (به انگلیسی: Buhl, Minnesota) یک شهر در ایالات متحده آمریکا است که در مینه‌سوتا واقع شده‌است.

## خصوصیات
بول ۹٫۲۲ کیلومترمربع مساحت و ۱٬۰۰۰ نفر جمعیت دارد و ۴۶۵ متر بالاتر از سطح دریا واقع شده‌است.